# トメック・バギンスキー

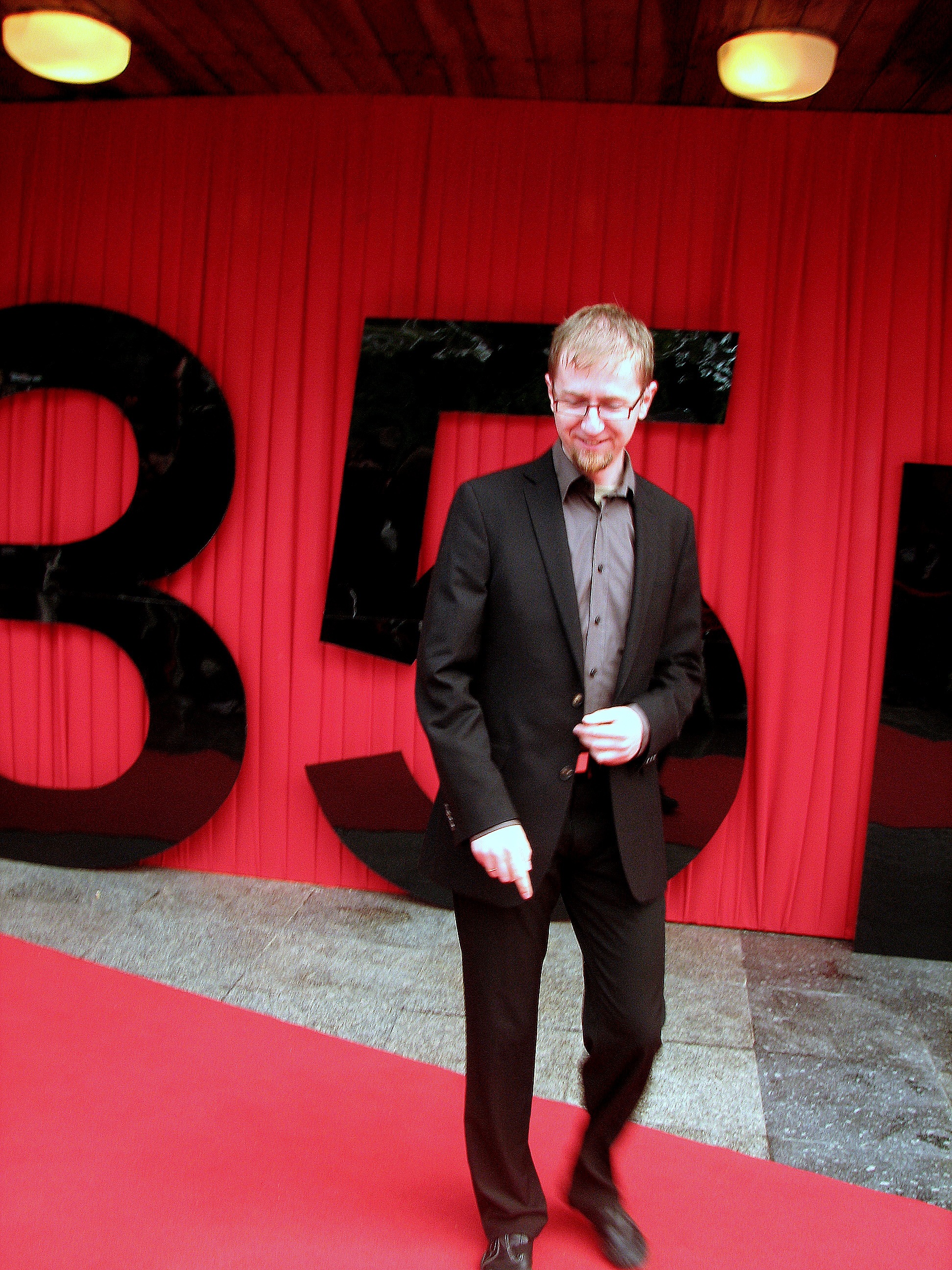
トメック・バギンスキー(2010年)

トマシュ・"トメック"・バギンスキー (Tomasz "Tomek" Bagiński, 1976年1月10日 - ) はポーランドのCGアニメーター、映画監督。

## 概要
ビャウィストク生まれでワルシャワ工科大学で建築を学んだ後自主制作した「Rain」をはじめ数々のCGアニメを手掛け、2019年には自身がゲーム版のCGアニメを手掛けていた小説「ウィッチャー」のドラマ版のプロデューサーを務めた。
2023年、日本の漫画を原作とする「聖闘士星矢 The Beginning」で実写映画を監督する。

## フィルモグラフィ
- Rain (1998)
- The Cathedral (2002)
- Fallen Art (2004)
- The Witcher (イントロムービー) (2007)
- Seven Gates of Jerusalem (2009)
- The Kinematograph (2010)
- The Animated History of Poland (2010)
- Move Your Imagination - EURO 2012 UEFA (2011)
- The Witcher 2 (イントロムービー) (2011)
- The Witcher 3 (イントロムービー) (2015)
- サイバーパンク2077 (トレーラー) (2013) [1]
- Ambition (2014)
- Polish Legends: The Dragon(2015)
- Polish Legends: Twardowsky(2015)
- Polish Legends: Twardowsky 2.0(2016)
- Polish Legends: Operation Basilisk(2016)
- Polish Legends: Jaga(2016)
- The Unconquered(2017)
- ウィッチャー (製作総指揮) (2019)
- イントゥ・ザ・ナイト (製作総指揮) (2020)
- 聖闘士星矢 The Beginning (2023)[2]